# Nahouri (Provinz)
Nahouri ist eine Provinz in der Region Centre-Sud des westafrikanischen Staates Burkina Faso mit 159.348 Einwohnern (2013) auf 3748 km².

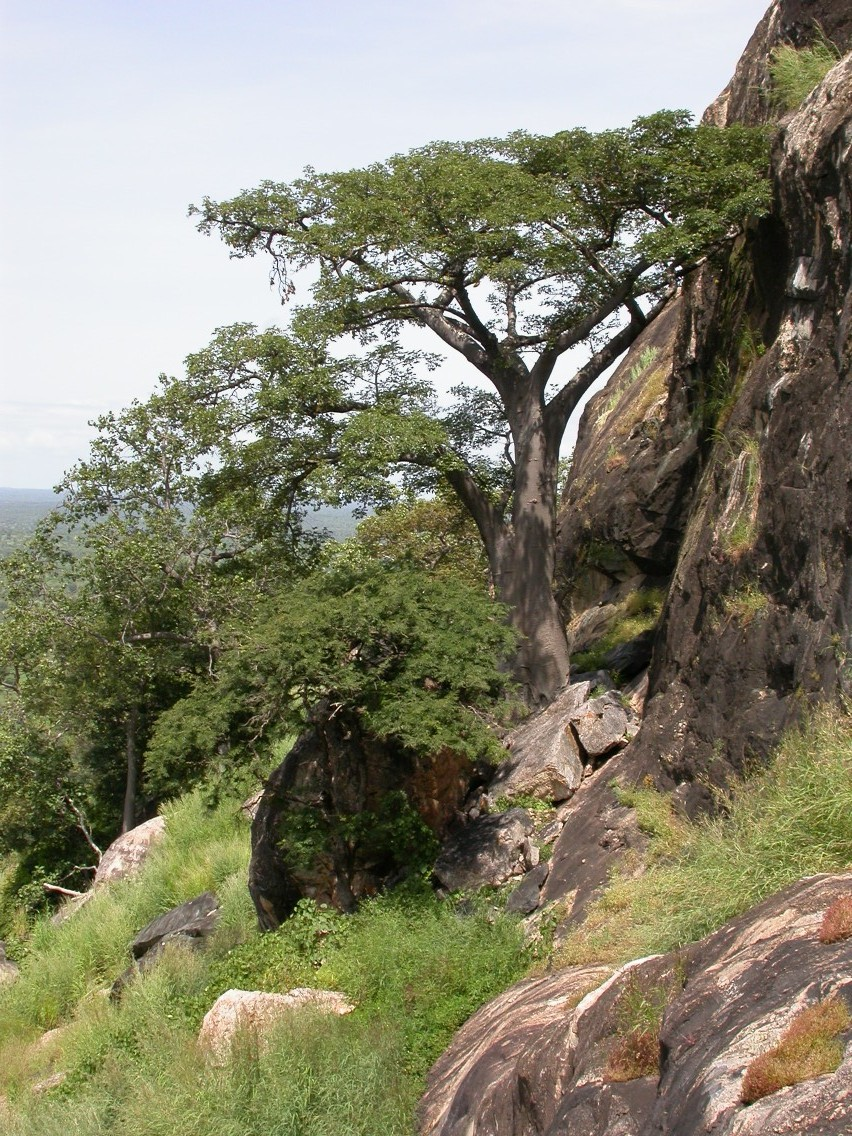
Vegetation am Inselberg
Pic de Nahouri

Sie liegt im Süden des Landes an der Grenze zu Ghana und besteht aus den fünf Departements Guiaro, Pô, Tiébélé, Zecco und Ziou. Hauptstadt der Provinz ist Pô und sie weist eine vergleichsweise geringe Siedlungsdichte auf (39 Einwohner pro km²), bedingt durch die Siedlungsgeschichte ist die Bevölkerung in den Departements jedoch sehr ungleichmäßig verteilt.
Auf dem Gebiet der heutigen Provinz siedelten zwei ethnische Gruppen: Die Nankana und die Kassena. Diese dominieren auch heute noch. Neben ihnen leben Mossi und Fulbe in der Provinz.